# Mireille Abramovici
Pour les articles homonymes, voir Abramovici.
Mireille Abramovici, née le 29 avril 1944 à Nice et morte 14 octobre 2016 à Paris 12e, est une réalisatrice de cinéma et une écrivaine française. Elle est membre du collectif Cinélutte.

## Biographie
Mireille Abramovici est née à Nice en 1944, de jeunes parents roumains réfugiés en France. Sa mère Sylvia est pianiste. Son père Isaac, violoniste, est arrêté par la Gestapo dix jours avant sa naissance. Il est déporté par le convoi 73.
Monteuse de films et enseignante en cinéma en France et à l’étranger, elle réalise le montage de plusieurs documentaires de Jean-Denis Bonan et d'Éric Bergkraut.
En 1973, elle fait partie des membres fondateurs du collectif Cinélutte, dont elle est une actrice essentielle.
En 2001, elle réalise Dor de Tine, un film sur l’histoire de son père, dont elle a recherché les traces de Drancy à la Silésie, à travers les lettres de ses parents.

## Filmographie

### Comme réalisatrice
- 1975 : Un simple exemple, avec Jean-Denis Bonan, 46 min
- 2001 : Dor de tine : Une histoire de 1944, 60 min

## Publications
- Ne tirez pas !, Paris, La chambre d'échos, 2017, 109 p. (ISBN 978-2-913904-64-4)
- À l'encre rouge, Bruxelles, les Impressions nouvelles, 2014, 200 p. (ISBN 978-2-87449-201-3)